# Рид, Грейс
Грейс Рид (англ. Grace Reid, род. 9 мая 1996, Эдинбург, Великобритания) — британская прыгунья в воду, участница летних Олимпийских игр 2016 года, призёр чемпионатов мира, чемпионка Европы, победительница Игр Содружества 2018 года.

## Биография
Грейс Рид родилась в Эдинбурге в 1996 году. Уже в 14 лет юная прыгунья дебютировала в составе сборной Шотландии, приняв участие в Играх Содружества. Рид смогла пробиться в финал на трёхметровом трамплине, но заняла там только 6-е место. В 2013 году Рид впервые выиграла национальный чемпионат, став первой на трёхметровом трамплине. В 2014 году она вновь выступила на Играх Содружества, но также осталась за чертой призёров. Свои первые значимые награды британка завоевала в мае 2016 года на чемпионате Европы в Лондоне. 11 мая Рид в паре с Томом Дейли стала чемпионкой Европы в миксте в прыжках с трёхметрового трамплина. В аналогичной личной дисциплине Рид стала третьей, уступив только Тане Каньотто и Уши Фрайтаг.
Летом 2016 года Грейс Рид приняла участие в своих первых Олимпийских играх. Рид приняла участие только в индивидуальных прыжках с 3-метрового трамплина. В квалификационных раундах британке ни разу не удавалось попасть в десятку сильнейших, но при этом она смогла пробиться в финал. В решающем раунде Грейс не смогла составить конкуренцию лидерам соревнований и, набрав по итогам пяти прыжков 318,60 балла, заняла итоговое 8-е место.
На своём дебютном чемпионате мира Грейс Рид могла стать трёхкратным призёром. В индивидуальных соревнованиях на трёхметровом трамплине британская прыгунья заняла 4-е место, уступив почти 15 баллов канадке Дженнифер Абель, ставшей третьей. В синхронных прыжках Рид и Кэтрин Торренс стали пятыми. Единственную медаль мирового первенства Рид завоевала в паре с Томом Дейли, став серебряными призёрами в миксте. В 2018 году Рид, представлявшая Шотландию, стала чемпионкой Игр Содружества в прыжках с метрового трамплина. В финале соревнований Грейс более чем на 10 баллов смогла опередить двух австралийских спортсменок.
На чемпионате мира 2024 года в Дохе, в прыжках с метрового трамплина Рид завоевала серебряную медаль. 

## Личная жизнь
- Обучается в Эдинбургском университете[3].